# Калиновское сельское поселение (Волгоградская область)
Кали́новское се́льское поселе́ние — муниципальное образование в составе Киквидзенского района Волгоградской области.
Административный центр — хутор Калиновский.

## История
Калиновское сельское поселение образовано 10 декабря 2004 года в соответствии с Законом Волгоградской области № 967-ОД.

## Население
| 2010 | 2012 | 2013 | 2014 | 2015 | 2016 | 2017 |
| ---- | ---- | ---- | ---- | ---- | ---- | ---- |
| 804  | ↘793 | ↘783 | ↘776 | →776 | ↘756 | ↘737 |
| 2018 | 2019 | 2020 | 2021 |      |      |      |
| ↘721 | ↘706 | ↘692 | ↘675 |      |      |      |

## Состав сельского поселения
| № | Населённый пункт | Тип населённого пункта        | Население |
| - | ---------------- | ----------------------------- | --------- |
| 1 | Калиновский      | хутор, административный центр | 798       |
| 2 | Уваровка         | хутор                         | 6         |